# Hüttenstollen Osterwald

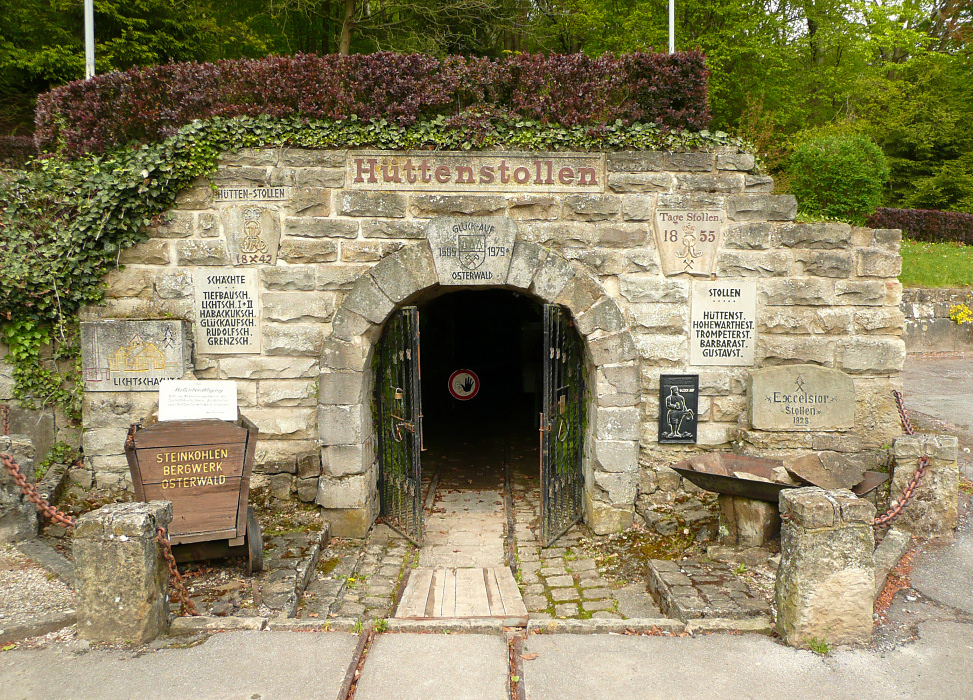
Mundloch des Hüttenstollens

Der Hüttenstollen Osterwald in Osterwald war ein Bergwerk im östlichen Osterwälder Steinkohlenrevier, das 1842 aufgefahren wurde. Bereits 1585 wurde am Höhenzug Osterwald im Auftrag von Herzog Julius von Braunschweig nach Steinkohle geschürft. Die Betriebsphase dauerte mit zeitlicher Unterbrechung bis 1953. Heute wird der Hüttenstollen als Besucherbergwerk genutzt und ist ein geschütztes Kulturdenkmal.

## Fördergut
Gefördert wurde die im Osterwald anstehende Wealdenkohle. Sie ist mit einem Alter von 100 bis 140 Millionen Jahren die jüngste Steinkohlenart. Der Abbau musste im Liegen erfolgen, da die fünf Flöze nur zwischen 35 und 70 cm mächtig sind. Die gewonnene Kohle wurde ab 1701 in der Osterwalder Glashütte verwendet. Diese war die erste mit Steinkohle betriebene Feinglashütte östlich des Rheins.

## Anlagen
Im Laufe der Zeit entstanden im Bergwerk folgende Schächte und Stollen:
| - Tiefbauschacht - Lichtschacht I - Lichtschacht II - Habackukschacht - Glückaufschacht - Rudolfschacht | - Grenzschacht - Hüttenstollen - Hohewarthestollen - Trompeterstollen - Barbarastollen - Gustavstollen |

## Geschichte

### Vorgeschichte
Die Geschichte des Hüttenstollens Osterwald reicht bis in das Jahr 1584 zurück, als auf Betreiben von Herzog Julius erstmals im Osterwald nach Kohle geschürft wurde. Der ältesten Urkunde zufolge wurde bereits 1586 Kohle gefördert. Dazu hatte der Herzog Bergleute aus dem Harz geholt, die um 1585 die Siedlung Osterwald gründeten.

### Hüttenstollen
Von 1685 bis 1694 war das Bergwerk an das Hemmendorfer Salzwerk verpachtet, bevor es 1701 zur Gründung der Osterwalder Glashütte kam. Um 1740 wurde die gesamte Anlage umgebaut und durchgreifend verbessert. Um eine kostengünstigere Förderung zu ermöglichen, wurde von 1746 bis 1767 ein Wasserstollen getrieben. Zwischen 1810 und 1813 wurden im Osterwald an der Hohen Warte neue Kohlevorkommen entdeckt. Eine nochmalige Runderneuerung des gesamten Werkes führte ab 1833 zu einer Fördersteigerung. Zur deutlichen Ausweitung der Förderung kam es im Jahre 1842, als fünf neue Stollen getrieben wurden, darunter der Hüttenstollen. Die Belegschaft betrug zu diesem Zeitpunkt rund 300 Mann. Der Hüttenstollen förderte hauptsächlich, wie aus dem Namen hervorgeht, Steinkohle für die Glashütte in Osterwald.

### Förderende
Nach der Annexion des Königreichs Hannover durch Preußen 1866 kam das Bergwerk in preußischen Besitz. Zwischen 1879 und 1890 wurde der Tiefbauschacht abgeteuft. 1899 wurden die Gruben an die Fabrik für feuer- und säurefeste Produkte zu Vallendar am Rhein verkauft. 1901 ging das Bergwerk wegen Konkurs an Siemens. Die Belegschaft stieg von 150 auf 175 Kumpel. 1926 fuhren 12 Bergleute zur letzten Schicht in den „Gustav-Stollen“ ein.
Zu einem kurzen Wiederaufleben der Förderung kam es 1945, als fünf Bergleute im Plattenbrink ein neues Flöz freilegten. Ab 1948 wurde wieder Kohle aus dem Hüttenstollen zu Tage gebracht. Die Förderung wurde 1953 wieder eingestellt. 1954 war der Hüttenstollen letztmals in Betrieb, als aus ihm Ton gefördert wurde.

## Heute

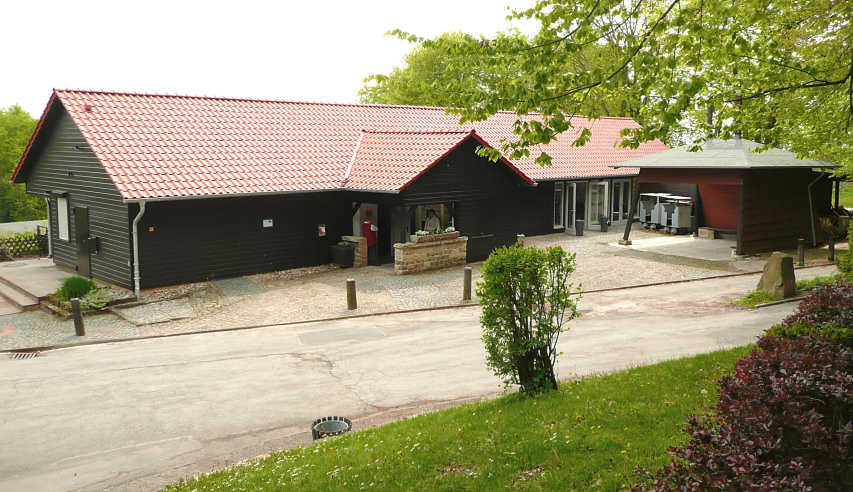
Bergwerksmuseum am Hüttenstollen

1980 gründete sich in Osterwald der Verein zur Förderung des Bergmannswesens. Er wandelte den brachliegenden Hüttenstollen in ein Besucherbergwerk mit angeschlossenem Bergwerksmuseum um. Das Besucherbergwerk wurde am 28. Juni 1980 eröffnet, das Museum 1985.